# Реберг, Вилли
Вилли Реберг (нем. Willy Rehberg; 2 сентября 1862, Морж — 21 апреля 1937, Мангейм) — швейцарский пианист, музыкальный педагог и композитор.
Сын Фредерика Реберга (нем. Frédéric Rehberg; 1836—1913), некогда учившегося игре на фортепиано под руководством Игнаца Мошелеса, а в 1861 г. обосновавшегося в Морже в качестве городского учителя музыки. Начав заниматься музыкой у своего отца, в дальнейшем учился в Цюрихской школе музыки у Роберта Фройнда, а затем окончил Лейпцигскую консерваторию (1885) и ещё на протяжении пяти лет преподавал в ней. С 1890 года преподавал фортепиано в Женевской консерватории, в дальнейшем также занимался организацией концертной деятельности в Женеве. На рубеже веков играл в составе популярного в городе фортепианного трио Ребергов, вместе со своим братом Адольфом (виолончель) и Луи Реем (скрипка).
Позднее преподавал в Базеле (в 1921—1926 годах — директор Базельской консерватории), во франкфуртской Консерватории Хоха и Мангейме: его учениками разного времени были композиторы Николай Лопатников и Эрнст Тох, певец Юг Кюэно, а также собственный сын, пианист Вальтер Реберг.
Для различных немецких музыкальных издательств Реберг подготовил ряд популярных сборников лёгких пьес в диапазоне от Иоганна Себастьяна Баха до Игоря Стравинского. Перевёл с английского языка на немецкий учебное пособие Василия Сафонова «Новая формула для фортепианной игры». Собственные композиции Реберга включают сонату для скрипки и фортепиано, различные фортепианные пьесы.